# Filippo Maria de’ Rossi

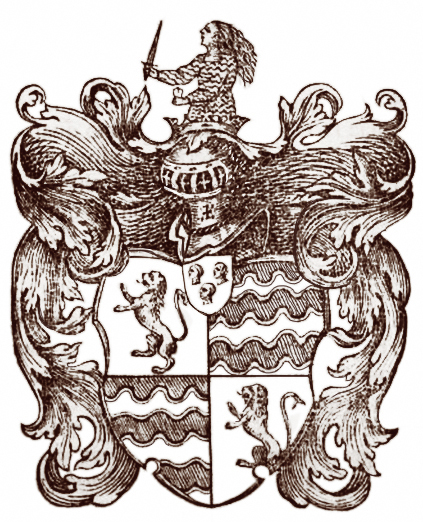
Wappen der Rossis von Parma

Filippo Maria de’ Rossi (* 1465 in Parma; †  1529 in Corniglio) war ein italienischer Condottiere, Graf von Corniglio und Herr von Beduzzo.

## Biografie
Der Sohn von Guido de’ Rossi und Ambrogina Borromeo wurde um 1465 in Parma oder San Secondo, wo die Rossis residierten, geboren. Seine Brüder waren Bertrando und Bernardo.
Von den ersten Jahren Filippo Marias weiß man nichts; die ersten Aufzeichnungen über ihn stammen vom Herbst 1482, als sein Vater Guido nach der Übereinkunft mit den Truppen Sforza Secondo Sforzas, die während des Krieges der Rossis ihn in der seiner Burg belagert hatten, seinen Sohn als Geisel den Mailändern überlassen musste. Filippo Maria, dem zunächst dank einer Verkleidung die Flucht gelang, wurde auf der Bormida erneut gefangen genommen und im Castello Sforzesco eingesperrt.
Er wurde 1483 freigelassen und musste einen Eid leisten, dass er keinen Anspruch auf die Lehen seines Großvaters Pier Maria II. de’ Rossi erheben werde, die von Ludovico Sforza definitiv konfisziert worden waren. Er erreichte Venedig und schloss sich seinem Vater Guido an, der in der Zwischenzeit von den Venezianern zum Chef einer Kompanie Soldaten ernannt worden war.
Als sehr junger Mann nahm er zusammen mit seinem Vater an dem Krieg teil, den die Republik Venedig gegen die gefürstete Grafschaft Tirol führte. Er nahm an der Schlacht bei Ravazzano teil und rettete Giulio Cesare da Varano vor der Gefangennahme. Dann stand er seinem Vater in der Schlacht bei Calliano im August 1487 zu Seite, wo er sich derartig durch den Eifer auszeichnete, mit dem er die Tiroler angriff, dass ihm die Führung von 150 Reitern übertragen wurde.
Nach dem Tod seines Vaters Guido 1490 folgte er ihm im Kommando der Soldatenkompanie nach und wurde später zum Gouverneur von Rovigo gewählt. Mit seiner Kompanie nahm er unter dem Banner Venedigs 1496 an der Schlacht bei Fornovo teil; dann begab er sich nach Neapel, um dort die Aragoneser gegen die Franzosen zu unterstützen. Aber er wurde bei Ceprano von Giovanni della Rovere abgefangen, der mit seinen 2000 Fußsoldaten 25 von Filippo Marias Männern einfing und sie als Gefangene nach Arce brachte. De’ Rossi gelang es, zu fliehen und er verlangte von den Venezianern 1000 Dukaten, um die Gefangenen freizukaufen.
Nach der Eroberung der Burgen von Episcopio und Minturno, die Giuliano della Rovere gehörten, endlich in Benevent angekommen, begab sich Filippo Maria in die Basilikata, um die Franzosen in Atella zu belagern und sie zur Aufgabe zu zwingen. Er kehrte aus gesundheitlichen Gründen nach Venedig zurück und wurde 1497 nach Friaul geschickt, um sich dem Grafen von Görz entgegenzustellen, dann, 1498, an den Oglio, um die westliche Grenze des Gebietes der Republik Venedig zu überwachen.
1499 war Filippo Maria bei einem Gespräch mit dem Dogen Agostino Barbarigo, den er um mehr Männer und die Rückgabe seiner Lehen in der Provinz Parma bat. Er wurde, was das Geld und die Männer anging, teilweise zufriedengestellt und war zunächst in Diensten von Niccolò Orsini in Brescia und begab sich dann in die Provinz Parma, wo er versuchte, mit einem Handstreich die Lehen zu übernehmen, die einst seinem Vater gehört hatten.
Aber die Provinz Parma, die innerhalb des Territoriums des Herzogtums Mailand lag, gehörte zur französischen Einflusszone und die Franzosen sahen die Rückkehr der Rossis zur Macht unter der Ägide eines Familiensprosses, wenn auch legitimen Erben, nicht gerne, aber ihr Gegner in Fornovo war eng mit den Venezianern verbunden. Um eine mögliche Ausdehnung des Einflussbereiches von Venedig in der Provinz Parma abzuwenden, widersetzten sich die Franzosen der Einsetzung Filippo Marias in seine angestammten Lehen, die Venezianer unterstützten ihn nicht und De’ Rossi war gezwungen, die Vorhut, bestehend aus Bogenschützen zu Pferde, die er Richtung San Secondo geschickt hatte, in die Grenzen der Republik Venedig zurückzubeordern.
In der Zwischenzeit beschlossen die Franzosen, erneut die Burg von San Secondo und zum großen Teil auch die Lehen, die Pier Maria II., dem Onkel Filippo Marias, Giovanni, dem enterbten Erstgeborenen von Pier Maria II., und dessen Sohn, Troilo I., ihren getreuen Vasallen und vertrauten Freunden des Leutnants der Franzosen in Italien, Gian Giacomo Trivulzio, gehörten.
Aber Filippo Maria zog sich nicht zurück, missachtete die ihm von den Venezianern erteilten Befehle, begab sich zu Ludovico Sforza nach Mantua, der von den Franzosen verdrängt worden war, begab sich in seine Dienste und hoffte, dass er im Falle eines Sieges mit der Wiedererlangung seiner Territorien in der Provinz Parma belohnt würde. Aber die endgültige Niederlage von Ludovico Sforza im Jahre 1500 in Novara und seine Gefangennahme ließen die Filippo Marias Träume vom Ruhm zerplatzen; er wurde jetzt gleichermaßen von den Franzosen wie von den Venezianern, die er verlassen hatte, gehasst, sodass er sich gezwungen sah, nach Mantua zu fliehen.
Filippo Maria blieb einige Jahre in Mantua, versuchte 1509, sich Felino und Torrechiara wieder anzueignen, wurde prompt von den Franzosen zurückgeschlagen und versuchte, ebenso erfolglos, einen Ausfall gegen seinen Vetter Troilo I., den Markgrafen von San Secondo.
In Diensten der kaiserlichen Truppen von Maximilian I. wandte er sich gegen die Gebiete der Serenissima und kämpfte im Krieg um Padua. Nachdem er das Land geplündert und Padua unter Belagerung gestellt hatte, überraschten ihn die Verteidiger der Stadt mit einem nächtlichen Ausfall, während er die Wasser des Bacchiglione umleiten wollte. Filippo Maria wurde gefangen genommen, wogegen nur Federico Gonzaga da Bozzolo im Schutz der Dunkelheit entkommen konnte.
Filippo Maria wurde in Venedig eingesperrt, aber dank der Hilfe seines Bruders Bernardo, Bischof von Treviso, und der Intervention von Papst Julius II. 1510 freigelassen. Nachdem er dem Papst und der Republik Venedig seine Treue geschworen hatte, wurde er schließlich freigelassen und zog nach Rom.
Der Kaiser ernannte ihn zum Gouverneur von Modena und durch zahlreiche Scharmützel gelang es ihm schließlich, Corniglio und Bardone wiederzuerlangen. Er ließ sich bis 1517 wieder in Modena nieder und begab sich 1518 nach Ravenna, wo er Statthalter der Stadt unter dem Präsidium der Romagna wurde, die der Papst seinem Bruder Bernardo überlassen hatte.
1522 folgte er seinem Bruder nach Parma, um zu versuchen, sich durch einen Putsch wieder in Besitz von San Secondo und seiner Markgrafschaft zu bringen. Tatsächlich war Troilo I. gerade verstorben und dessen Witwe Bianca Riario wirkte als Regentin für ihren noch minderjährigen Sohn Pier Maria III. Filippo Maria eroberte die Burg von San Secondo und weitere Lehen, aber sah sich Giovanni dalle Bande Nere gegenüber, den seine Stiefschwester Bianca Riario zu Hilfe gerufen hatte. In der Schlacht bei San Secondo wurden die Truppen von Filippo Maria besiegt und dieser musste alle eroberten Burgen wieder verlassen und endgültig alle Hoffnungen auf die Lehen, deren theoretischer, legitimer Erbe er war, aufgeben.
Er zog sich nach Corniglio zurück, das einzige Lehen, das er zurückerobern konnte. Dort verstarb er im März 1529.

## Verwandte
Filippo Maria hatte mit einer Konkubine namens Antonia zwei Kinder. Die Familie starb schließlich mit seinem Enkel, Filippo Maria Junior, aus, der von den Farneses in der Burg von Parma eingesperrt wurde und dort verstarb. Das Lehen wurde eingezogen.
- Camillo (1512–1570)
  - dessen Sohn Filippo Maria Junior (?–1604 (Parma, Kerker der Burg))
- Marsilio (?–1560 (Castello di Corniglio))

## Sonstiges
In der Sala delle Gesta rossiane der Burg von San Secondo ist Filippo Maria auf einem Gemälde abgebildet, das dem Epos der Familie Rossi gewidmet ist, wie er gerade versucht, Kaiser Maximilian I. davon abzuhalten, die Stadt Padua unter Belagerung zu nehmen.